# Чупренска река
Чупренска река е река в Северозападна България, Видинска област, община Чупрене, десен приток на Стакевска река от басейна на река Лом. Дължината ѝ е 27 km.
Чупренска река извира северно от връх Остра чука в Чипровска планина на 1480 m н.в. под името Голема река. В най-горната си част до село Чупрене протича в дълбока залесена долина, а след село Търговище проломява планинския рид Ведерник. Влива се отдясно в Стакевска река на 1,2 km преди устието ѝ в река Лом, на 230 m н.в.
Водосборният басейн на реката е 120 km2, което представлява 36,6% от водосборния басейн на Стакевска река. Водният минимум на реката е през месеците юли и август, когато реката почти пресъхва. Това маловодие се дължи, както на слабото подхранване, тъй като реката се подхранва предимно от валежи, така и на усилено използване на водите ѝ за напояване на насаждения. Водният максимум на река Чупренска е през месец април, когато през години с повече валежи тя излиза от коритото си.
Основни притоци: леви – Голема Равна, Мала Равна; десни – Манастирка, Биковец, Реплянска река.
По течението на реката има три села в община Чупрене – Чупрене, Търговище и Протопопинци.
Почти по цялото течение на реката (с изключение на най-горното ѝ течение) преминава част (21,7 km) от третокласен път № 114 от държавната пътна мрежа Лом – Ружинци – Светиниколски проход.
Река Чупренска протича през територията на един от шестнадесетте биосферни резервати в България – резерват Чупрене.
На някои места, най-вече частите от реката, които се намират в землищата на селата, част от водите на реката са пренасочени и са образувани изкуствени ръкави или канали, които се използват за напояване. В миналото водите на река Чупренска са се използвали значително повече, отколкото днес. По течението на реката са съществували тепавици и водни мелници.

## Топографска карта
- Лист от карта K-34-22. Мащаб: 1 : 100 000.